# Babîci, Reșetîlivka
Babîci (în ucraineană Бабичі) este un sat în comuna Jovtneve din raionul Reșetîlivka, regiunea Poltava, Ucraina.

## Demografie
Componența lingvistică a localității Babîci
     Ucraineană (100%)
Conform recensământului din 2001, toată populația localității Babîci era vorbitoare de ucraineană (100%).